# Айтматова, Розетта Тюракуловна
Розетта Айтматова (кирг. Айтматова Розетта Төрөкуловна; род. 8 марта 1937, Москва, СССР) — общественный деятель, заслуженный работник образования Кыргызстана, кандидат физико-математических наук. Розетта Айтматова — дочь государственного партийного и общественного деятеля Торекула Айтматова и сестра киргизского писателя Чингиза Айтматова. Президент ОО «Центр помощи женщинам», а также лауреат премии Чингиза Айтматова. В 2014 году удостоилась номинации «Женщина года» по версии журнала «Femme».

## Биография
Розетта Айтматова родилась в 1937 году в Москве. Её отец, Торекул Айтматов, был государственным и партийным деятелем, а мать Нагима Айтматова, общественным деятелем.
Окончила средне-образовательную школу в Таласе. Также окончила Женский Педагогический Институт имени В. В. Маяковского во Фрунзе.
Она является кандидатом физико-математических наук, перевела на киргизский язык и издала Конвенцию по ликвидации всех форм дискриминации в отношении женщин. Президент ОО «Центр помощи женщинам»
Заслуженный работник образования Кыргызстана. Активно занимается общественной деятельностью, участник женского движения.
В настоящее время — персональный пенсионер, за особые заслуги перед Кыргызской Республикой.

## Полезные ссылки
1. ↑  Айтматова Розетта Тюракуловна, биография. who.ca-news.org. Дата обращения: 21 марта 2022.
2. ↑  Роза Айтматова – лауреат премии имени Чингиза Айтматова. kaktus.media. Дата обращения: 21 марта 2022. Архивировано 3 ноября 2017 года.
3. ↑  Айтматова Розетта Тюракуловна - "Женщина года" по версии журнала "Femme"! (недоступная ссылка — история). ЦПЖ (16 февраля 2017). Дата обращения: 21 марта 2022.
4. ↑  Кто есть кто / Новая литература Кыргызстана. www.literatura.kg. Дата обращения: 21 марта 2022. Архивировано 1 февраля 2022 года.
5. ↑  АЙТМАТОВА Розетта Торокуловна | ЦентрАзия. centrasia.org. Дата обращения: 21 марта 2022. Архивировано 21 марта 2022 года.